# Attenuata
Attenuata is een geslacht van weekdieren uit de klasse van de Gastropoda (slakken).

## Soorten
- Attenuata admiranda Richardson, 1997 †
- Attenuata affinis (Powell, 1940)
- Attenuata archensis (May, 1913)
- Attenuata bollonsi (Powell, 1930)
- Attenuata charassa (Finlay, 1924) †
- Attenuata cochlearella (Powell, 1937)
- Attenuata contigua (Powell, 1940)
- Attenuata eocenica Maxwell, 1992 †
- Attenuata finlayi (Powell, 1930)
- Attenuata hinemoa (Fleming, 1948)
- Attenuata inflata (Laws, 1939) †
- Attenuata integella (Hedley, 1904)
- Attenuata lockyeri (Hedley, 1911)
- Attenuata manawatawhia (Powell, 1937)
- Attenuata merelina (Dell, 1956)
- Attenuata orientalis (Dell, 1956)
- Attenuata polyvincta (Finlay, 1924) †
- Attenuata praetornatilis (Hedley, 1912)
- Attenuata regis (Powell, 1940)
- Attenuata schoutanica (May, 1913)
- Attenuata wilsonensis (Gatliff & Gabriel, 1913)